# 揚特薩薩縣
3°51′S 78°45′W / 3.850°S 78.750°W
揚特薩薩縣（西班牙語：Cantón Yantzaza），是厄瓜多爾的縣份，位於該國南部，由薩莫拉-欽奇佩省負責管轄，始建於1981年2月26日，面積990平方公里，2001年人口14,552，人口密度每平方公里14.7人。